# Oakeley
Oakeley är en udde i Antarktis. Den ligger i Östantarktis. Nya Zeeland gör anspråk på området.
Terrängen inåt land är huvudsakligen kuperad, men västerut är den bergig. Havet är nära Oakeley åt nordost. Trakten är obefolkad. Det finns inga samhällen i närheten.